# Власински сусрети
Власински сусрети су традиционални међународни научни скуп, који се одржавају од 1995. године почетком септембра на Власинском језеру. Посвећен је истраживању развоја села и сеоских подручја, а учествују реномирани научници из различитих области и сви они којима је циљ оживљавање, очување и унапређење српског села. 
Манифестација је дводеневног карактера. Организатор је Завод за проучавање села у сарадњи са Kултурним центром општине Власотинце уз подршку Министарства за науку и технолошки развој Републике Србије.
Досадашње теме Власинских сусрета:
- Балканско село у променама и регионални рурални развој (1995);
- Пољопривредна домаћинства, обнова и развој села (1996);
- Млади и село (1997);
- Интелигенција и село (1998);
- Локални сеоски развој (1999);
- Будућност руралних подручја (2000);
- Село у европским земљама (2001);
- Жене и село (2002);
- Стари људи у селу (2003);
- Наука и село (2004);
- Рурални развој и заштита животне средине (2005);
- Обнова и развој сеоских заједница на маргиналним подручјима (2006);
- Традиционално и савремено у животу и раду људи на селу (2007);
- Село у транзицији (2008);
- Научна истраживања села – допринос „Власинских сусрета” (2009);
- Самоорганизовање сеоских заједница (2010);
- Учествовање становника у обнови и развоју села (2011);
- Промене друштвене структуре у сеоским насељима и породична пољопривредна газдинства између прошлости и будућности (2012);
- Обнова и развој села у Србији и европским земљама (2013);
- Планирање развоја сеоских подручја (2014);
- Држава и село (2015);
- Узроци и последице друштвених промена у руралном простору (Шта да се ради на локалном и државном нивоу?) (2016);
- Социоекономски аспект обнове и развоја насеља брдско-плнанинског подручја Србије (2017);
- Заштита животне средине, обнова и развој сеоских подручја (2018);
- Друштвена и научна актуелност порука „Власинских сусрета” (2019).